# Labelen
Labelen is een bestuurslaag in het regentschap Flores Timur van de provincie Oost-Nusa Tenggara, Indonesië. Labelen telt 539 inwoners (volkstelling 2010).